# Hiroyuki Asada
Hiroyuki Asada (Yokohama, Prefectura de Kanagawa, Japó, 15 de febrer de 1968) és un mangaka japonès que és conegut per la seua sèrie steampunk Tegami Bachi. El primer manga que va crear es deia I'll, i fou un còmic sobre bàsquet. Tots el mangues d'Asada són serialitzats a la mensual antologia shōnen de Monthly Shōnen Jump. Va fer el seu debut en 1986. Va guanyar fans amb "MINT", "RENKA", i més popularitat amb "I'll". Encanta al lector amb el flux d'una elegant línia dibuixada i una descripció estàtica. Altra activitat seua és fer equip amb Mr. Shou Tashima (Best Works:"PSYCHO") i Mr. Takeshi Obata (Millors treballs:"HIKARU no go","DEATH NOTE"), en la creació d'"AQUARIOS 3".

## Treballs
- Tegami Bachi
- I'll
- Sleeping Rabbit